# Breitfeld (Sankt Vith)
Breitfeld ist ein Dorf in der Deutschsprachigen Gemeinschaft in Belgien und Ortsteil der Stadtgemeinde Sankt Vith. Der Ort zählt 136 Einwohner (Angabe Stand 31. Dezember 2015) und bildet heute zusammen mit dem westlich angrenzenden Wiesenbach die Dorfgemeinschaft Breitfeld-Wiesenbach.

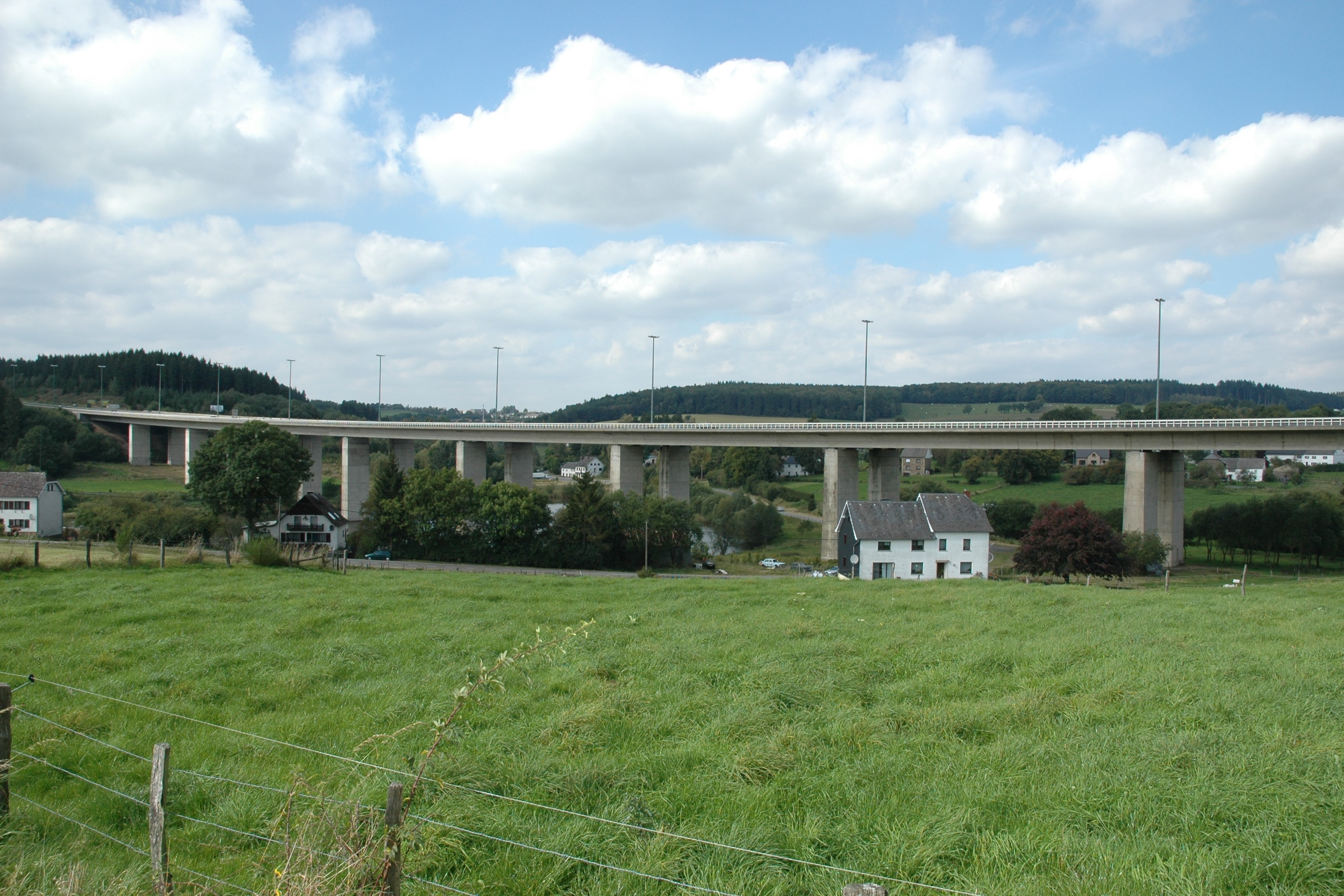
Viadukt von Breitfeld zwischen St. Vith und Lommersweiler

Breitfeld liegt rund drei Kilometer südöstlich der Kernstadt Sankt Vith im Tal und auf den Anhöhen östlich des Prümerbachs, ein Nebenfluss des Braunlaufs. Unmittelbar südlich des Ortes verläuft die belgische Autobahn A 27 mit den nächsten Anschlussstellen Sankt Vith-Süd (Nr. 15) und Steinebrück/Lommersweiler (Nr. 16), zwischen denen das Viadukt von Breitfeld nahe der Ortschaft das Tal des Braunlaufs überspannt. Die Autobahn geht östlich der Grenze auf deutschem Gebiet in die A 60 (Europastraße 42) Lüttich – Verviers – Sankt Vith – Prüm – Bitburg – Wittlich über.

## Geschichte
Vor 1977 wurde Breitfeld durch die Gemeinde Lommersweiler verwaltet. Mit der belgischen Gemeindereform ging es in der neuen Großgemeinde Sankt Vith auf.